# Orientalis

Die Orientalis

Die Orientalis (Latein für östlich) oder Orientalische Region stellt eine der großen Faunenregionen der Erde dar. Sie umfasst im Wesentlichen das südöstliche Asien, südlich des Himalaya.

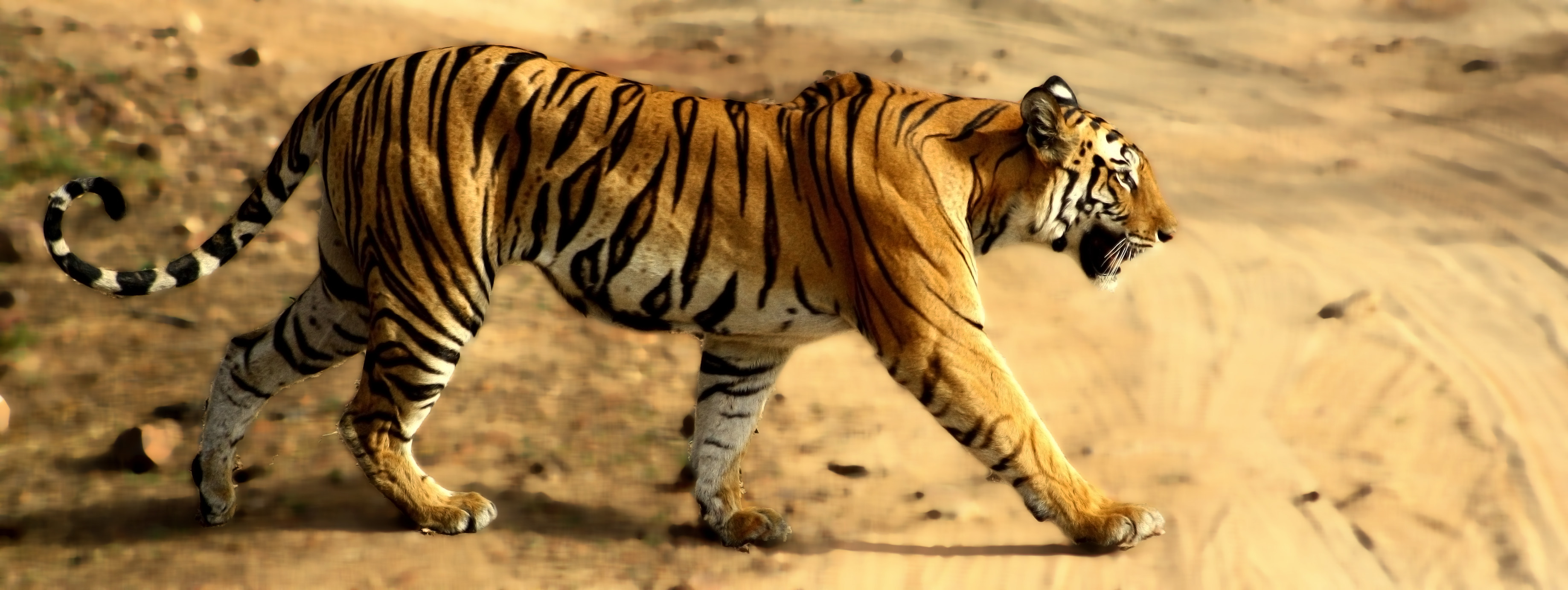
Der Tiger ist das größte Raubtier der Orientalis

## Definition

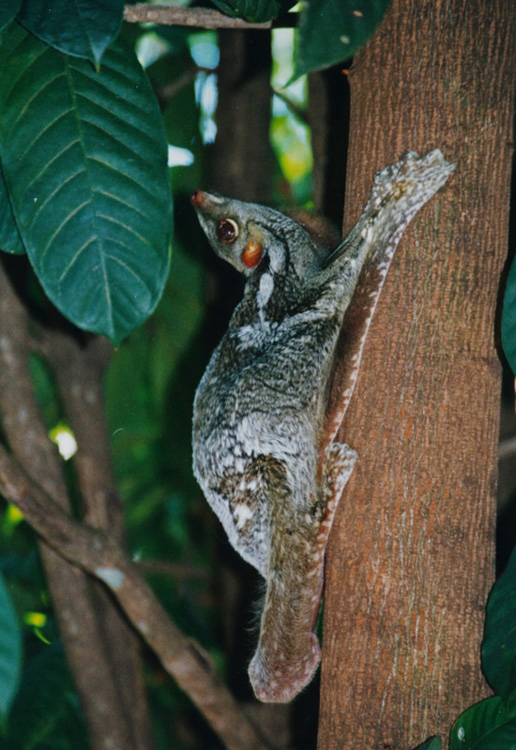
Die Pelzflatterer sind in der Orientalis endemisch

Die Region umfasst im Wesentlichen den Süden Asiens und wird im Norden vom Himalaya im Südosten von der Wallace-Linie abgegrenzt, die ihren Namen zu Ehren von Alfred Russel Wallace erhielt. Im Pleistozän, als der Meeresspiegel tiefer lag, waren die Gebiete nordwestlich der Wallace-Linie mit dem Festland verbunden, womit die Ähnlichkeit der Fauna zu erklären ist. Gelegentlich werden die östlichen Philippinen, die offenbar nur unvollständig mit dem Festland verbunden waren, nicht zur orientalischen Region gezählt. Im Westen und im Osten gibt es große Übergangsbereiche zur paläarktischen Region, aber auch im Himalaya-Gebiet durchdringen sich Faunenelemente beider Regionen. Ganz im Westen bilden die vorderasiatischen Wüsten eine Art Filterbarriere zur Afrotropischen Region, eine Grenze, die in der Vergangenheit nicht immer so wirksam war wie heute. So teilen diese beiden Regionen zahlreiche Tierformen und werden bisweilen zur Paläotropis zusammengefasst.
Die Orientalische Region ist artenreich, besitzt aber relativ wenige eigenständige Tierarten und teilt viele Formen mit der Paläarktis, der Afrotropis und der Australis. Zu den wenigen endemischen Säugetiergruppen zählen bei Einschluss der östlichen Philippinen die Rattenigel, die Spitzhörnchen, die Pelzflatterer, die Borkenratten, die Nasenratten, die Katzenbären, die Stachelbilche, die Koboldmakis und die Gibbons. Die einzigen endemischen Vogelfamilien sind die Feenvögel und die Baumsegler.

## Lebensräume
Die beiden wichtigsten Vegetationszonen sind zum einen die Trockenwälder, Savannen und Dornbusch-Steppen Indiens und Hinterindiens und zum anderen die tropischen Regen-, Berg-, Sumpf- und Monsunwälder der Westghats sowie Südostasiens. Auch die meisten Inseln, darunter die großen Sunda-Inseln sowie die Philippinen, die meist zur orientalischen Region gerechnet werden, sind von Regenwäldern dominiert. Auf Sri Lanka und Java findet man Savannen und Regenwälder gleichermaßen. Die Schwemmebenen im Norden des Indischen Subkontinents werden von feuchten Grasgebieten und Wäldern beherrscht. Im äußersten Westen der orientalischen Region findet man die trockenen Wüsten- und Halbwüstengebiete der Thar vor.

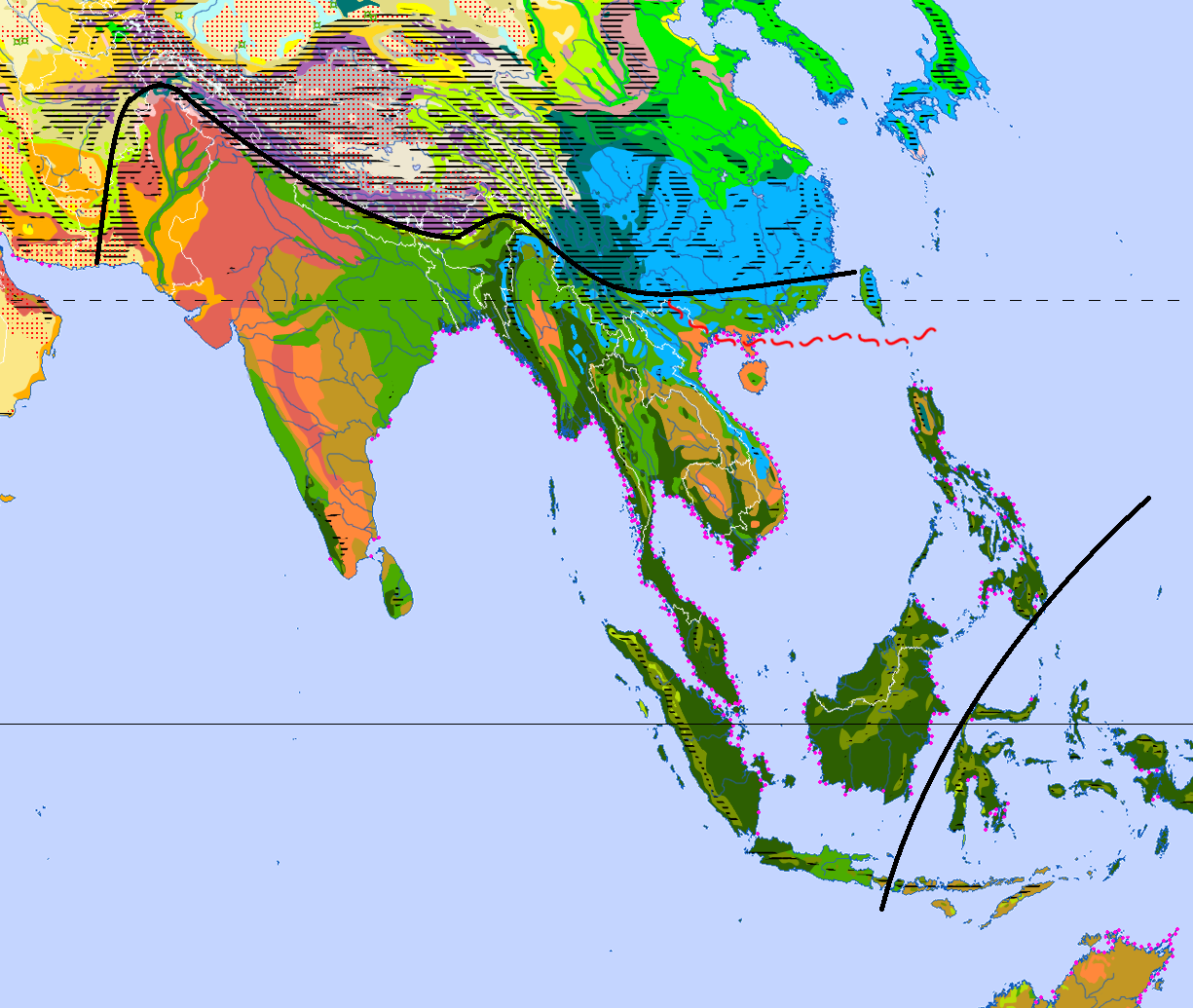
Die natürlichen Vegetationszonen der Orientalis

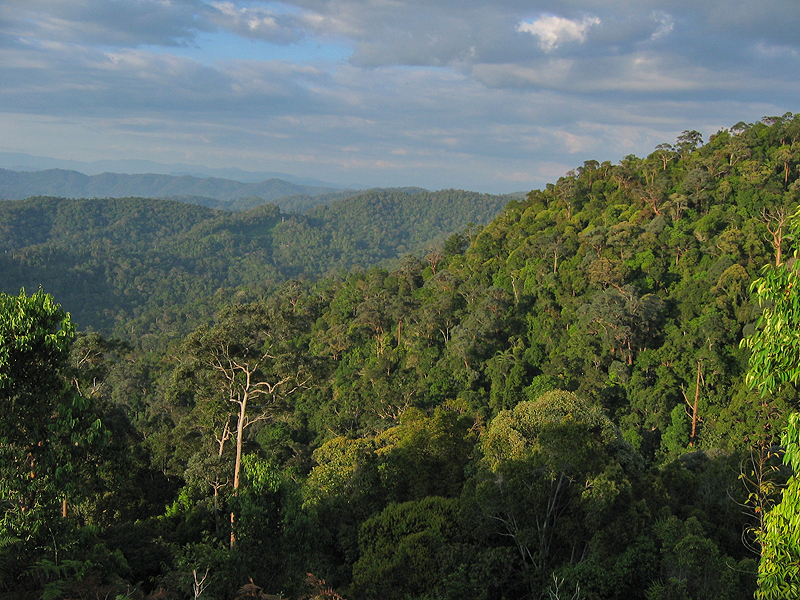
Tropischer Regenwald im Taman-Negara-Nationalpark, Malaysia

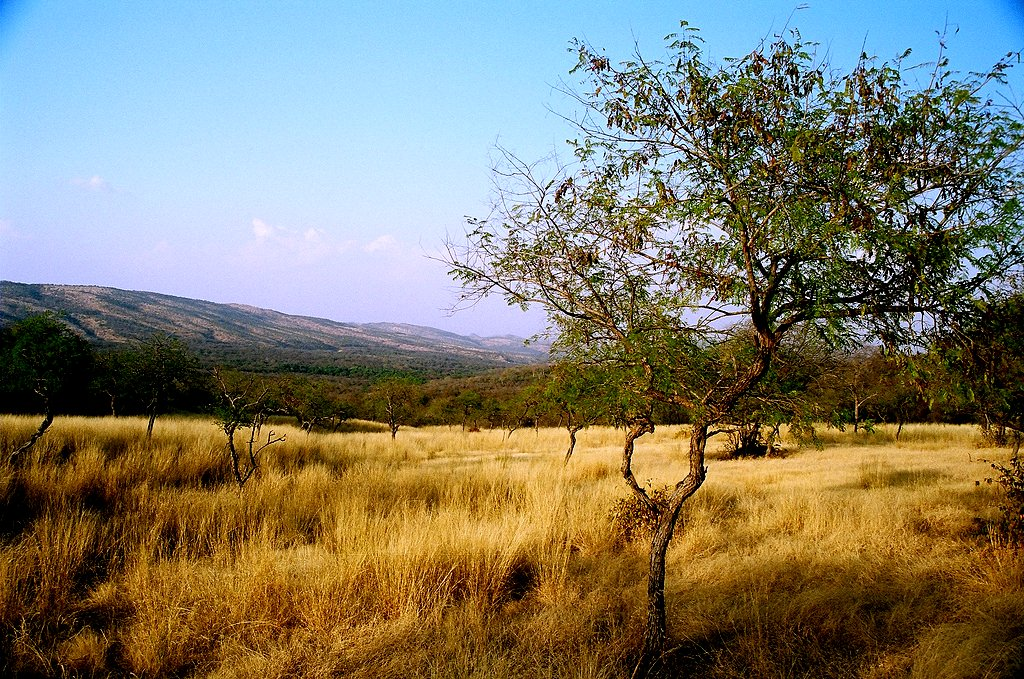
Landschaft im Übergangsbereich zwischen Trockenwald und Dornstrauchsavanne im Ranthambhore-Nationalpark, Indien

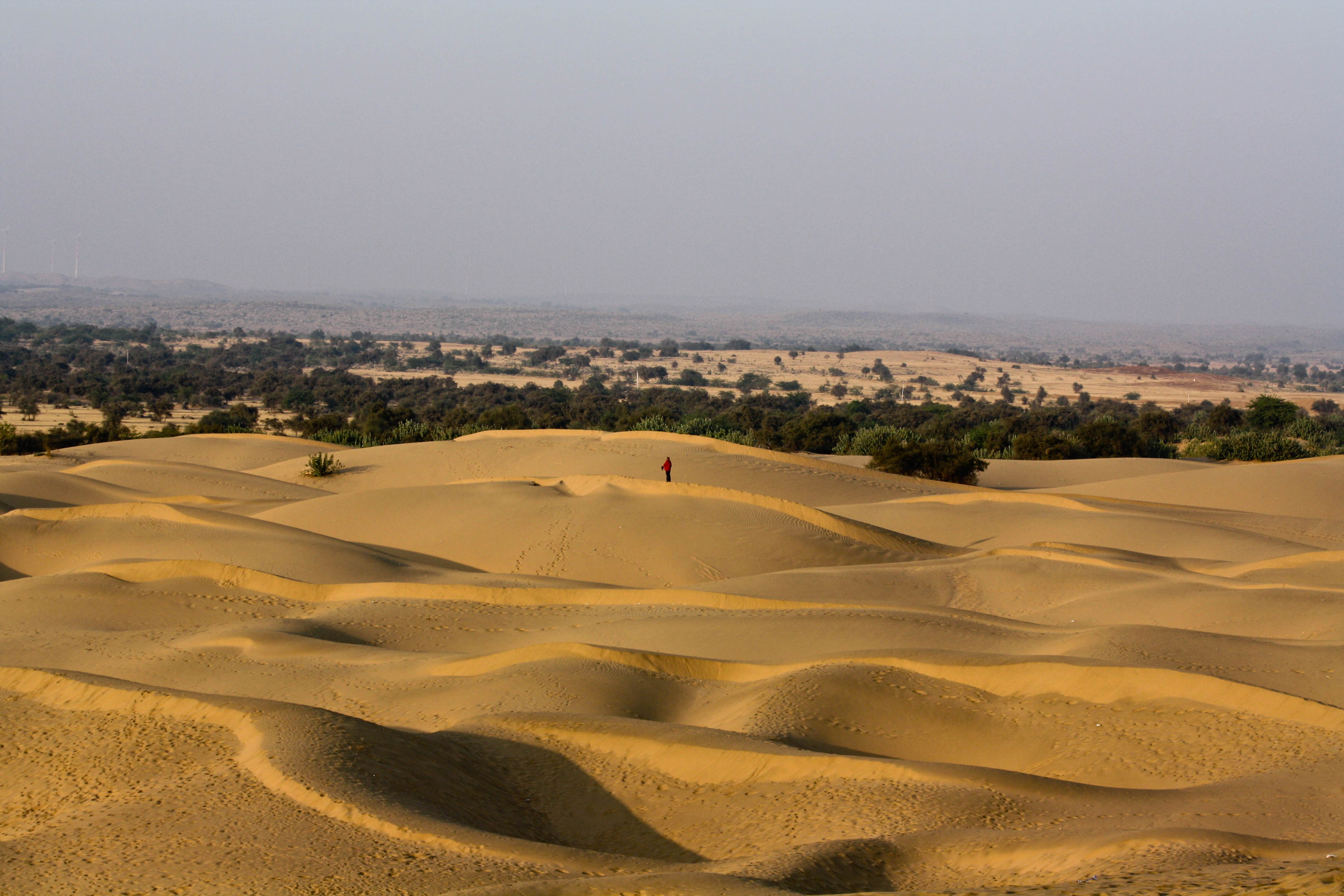
Die Tahr-Wüste im Nordwesten des Indischen Subkontinents

|  Eisschilde u. Gletscher             |  Immergrüner borealer Nadelwald      |  Winterkalte Halbwüsten                      |  Trockensavannen                              |
|  Kältewüste                          |  Gebirgs-Nadelwälder                 |  Winterkalte Wüsten                          |  Dornstrauch- u. Kakteensavannen              |
|  Flechten- u. Moostundra             |  Gemäßigte Küsten-Regenwälder        |  Hartlaubvegetation                          |  Tropische Trockenwälder                      |
|  Zwergstrauch- u. Wiesentundra       |  Laub- u. Nadelmischwälder           |  Heiße Halbwüsten                            |  Regengrüne Feuchtsavannen                    |
|  Bergtundra, alpine Matten u. Heiden |  Gemäßigte Laub- u. Auenwälder       |  Heiße Wüsten                                |  Trop. u. ʅ Subtrop. Regengrüne Feuchtwälder  |
|  Laubholz Waldtundra u. boreale Auen |  Gemischte Waldsteppen               |  Hochlandsteppen u. -wüsten                  |  Trop. u. ʅ Subtrop. Regenwälder              |
|  Nadelholz Waldtundra                |  Grassteppen u. Salzwiesen           |  Subtropische Trockenwälder                  |  Tropische Gebirgsregenwälder u. -Nebelwälder |
|  Sommergrüner borealer Nadelwald     |  Strauch- u. Trockensteppen          |  Subtropische Feuchtwälder                   |  Riedsümpfe u. flutende Wasserpflanzen        |
| ≡ = Gebirgszüge                      | ::: = vegetationslose Wüstenregionen | :¤: = Oasenvegetation (z. T. mit Begrenzung) | ... = Mangrovenküsten                         |

## Säugetiere

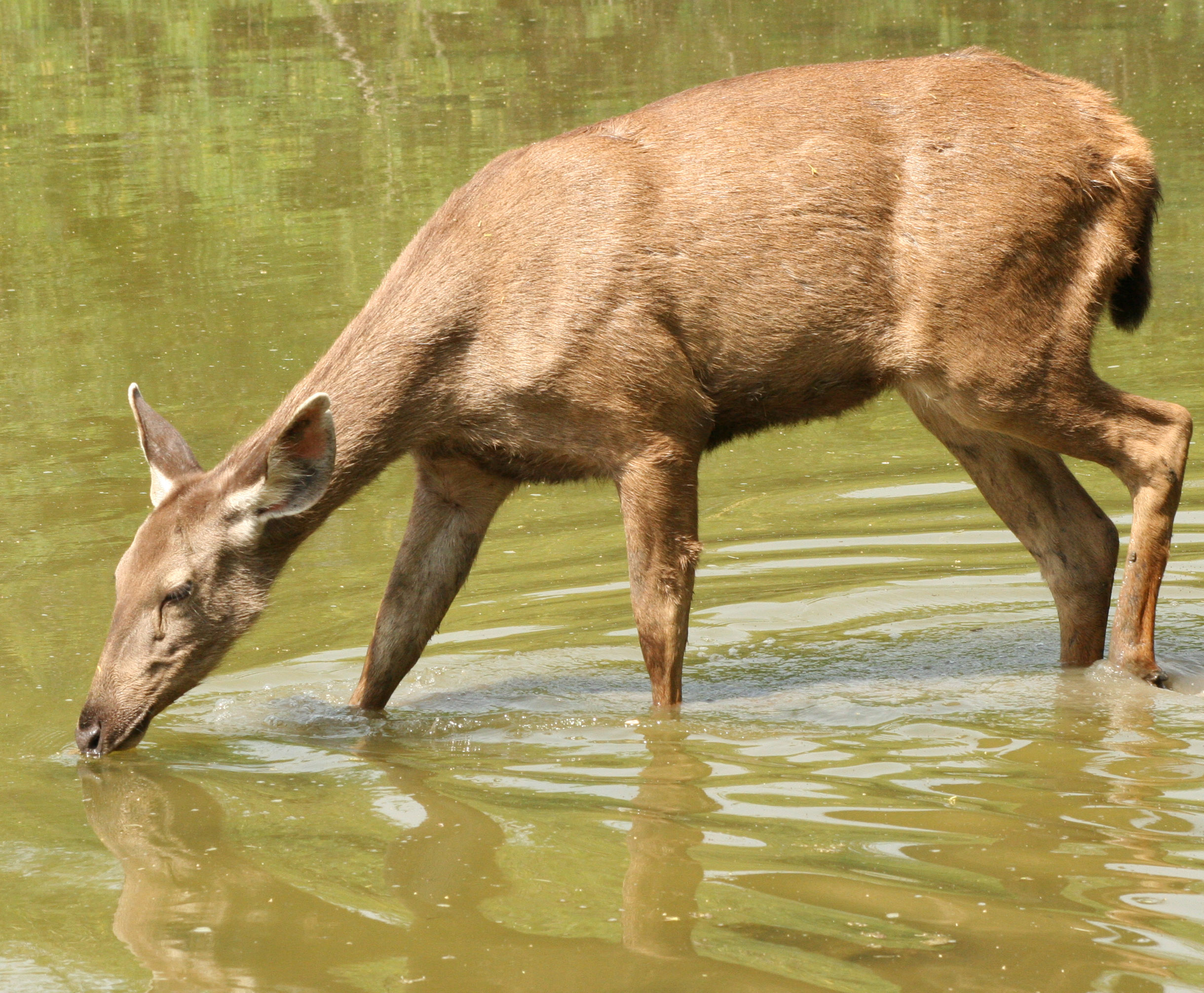
Typische Elemente der Orientalis sind Hirsche, wie dieser Sambarhirsch

Über nahezu die gesamte Region verbreitet sind Hirsche, Wildrinder, Wildschweine, Elefanten, Kleinkatzen, Schleichkatzen, Mangusten, Makaken und Schlankaffen. Auch die großen Räuber, wie der Tiger und der Leopard sowie der Rothund sind in den meisten Gebieten der Region verbreitet. Die typischen Säugetiere der Regenwälder sind Nebelparder, Malaienbären, Gibbons, Spitzhörnchen und Koboldmakis. Einst waren auch Schabrackentapir, Sumatranashorn und Javanashorn weit verbreitet, doch sind diese Arten heute auf wenige Rückzugsareale beschränkt. Der Orang-Utan ist heute auf die großen Sundainseln Sumatra und Borneo beschränkt, doch war er im Pleistozän bis China verbreitet. Die Philippinen beherbergen eine eigene, aber deutlich reduzierte Großtierwelt. Hier leben Tamaraus, Pustelschweine und Hirsche, aber keine Raubtiere.
Typische Säugetiere der Indischen Trockenwälder und Savannen sind Wölfe, Axishirsche, Hyänen und Antilopen wie die Nilgauantilope, die Vierhornantilope und die Hirschziegenantilope. Der Löwe war einst das wichtigste Raubtier der Savannen, ist heute aber auf ein Schutzgebiet, den Gir-Nationalpark, beschränkt. Die Fauna der Schwemmebenen im Norden setzt sich aus Arten der daran angrenzenden Regenwälder und Savannen zusammen. Dazu kommen typische Arten, wie das Panzernashorn, das Zwergwildschwein und der Sumpfhirsch. Die Wüsten im Nordwesten sind Heimat von Halbeseln, Gazellen und Wölfen. Der Gepard kommt heute nicht mehr in der Orientalischen Region vor, sondern ist in Asien auf den Iran beschränkt. Die Flüsse der Region sind Heimat verschiedener Flussdelfine wie den Platanista-Arten und dem Chinesischen Flussdelfin.

## Vögel

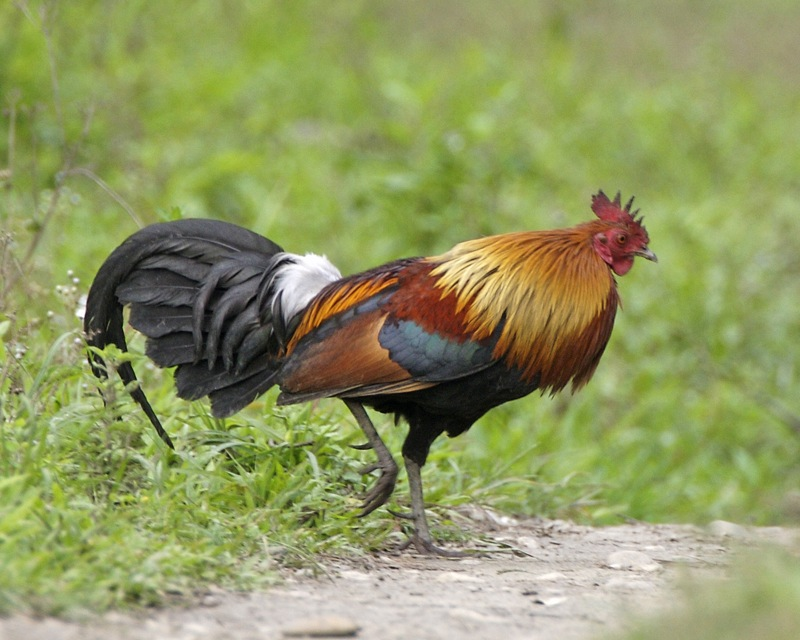
Die orientalische Region ist die Heimat des Bankivahuhns

Die Orientalis ist durch eine breite Palette von Bodenvögeln gekennzeichnet, darunter Fasane, Blaue Pfauen, Großfußhühner, Tragopane, Bankivahühner, Königshühner, Argusfasane, Halsbandfrankoline und Waldrebhühner. Daneben gibt es zahlreiche Papageien und Greifvögel, wie den Graukopf-Seeadler, den Affenadler, den Berghaubenadler, den Einfarbhaubenadler und den Malaienadler.

## Reptilien
Zu den größten Reptilien zählen das Sumpfkrokodil, der Ganges-Gavial und das Leistenkrokodil.